# Tradizioni e folclore di Bivona

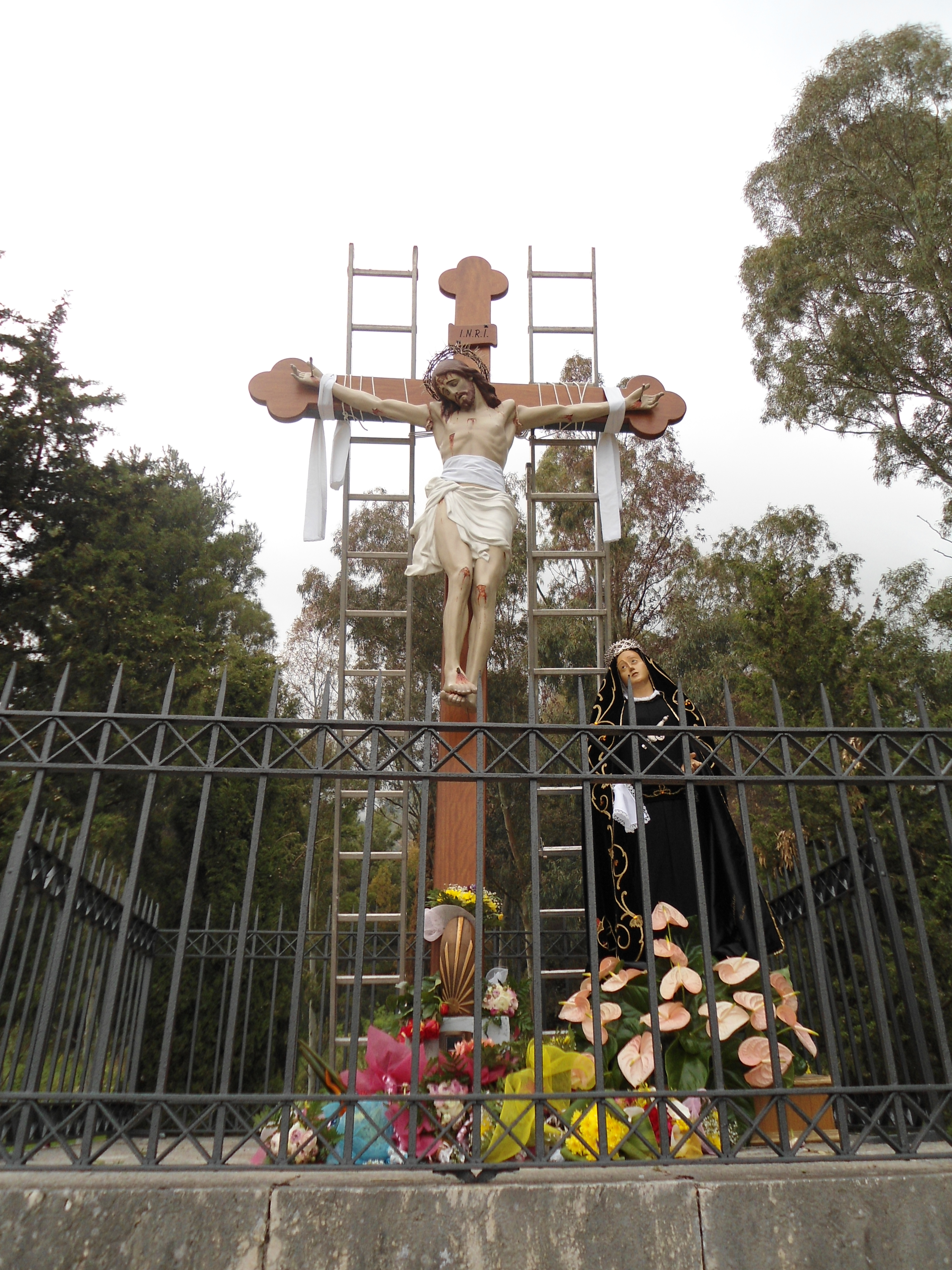
La Santa Cruci

Questa pagina descrive le tradizioni e il folclore di Bivona, comune italiano del libero consorzio comunale di Agrigento in Sicilia, nell'area dei monti Sicani.

## Storia
Durante il lungo Medioevo siciliano (durato fino alla fine del XVIII secolo da un punto di vista economico e politico) ebbero una rilevante importanza per la stabilizzazione di un equilibrio sociale le feste cittadine (quasi tutte di carattere religioso), contro le traversie e le sofferenze quotidiane causate dalle frequentissime carestie ed epidemie.
Le tipiche giornate di festa a Bivona iniziavano con gli scoppi dei mortaretti, il rullo dei tamburi e il suono delle campane, continuavano con un pranzo tipico e con la processione del fercolo del santo festeggiato nell'occasione, accompagnato dalla folla, dalle comunità religiose e dalle confraternite che mostravano i rispettivi stendardi e poteva concludersi con qualche particolare manifestazione (il gioco di fuoco o il palio). La dimensione festiva, pertanto, non si poneva in contrasto con quella lavorativa, ma ad essa era legata e connessa.
Il numero di giorni festivi presenti in calendario divenne così eccessivo che nel XVII secolo i vescovi furono costretti a sopprimerne alcuni. Questo gran numero di festività, pertanto, aveva dei riflessi non solo spirituali e strettamente religiosi, ma soprattutto sociali, soprattutto per motivi commerciali.
A causa del decadimento delle chiese e delle confraternite bivonesi, molte feste cittadine persero visibilità; altre, invece si imposero nel tempo. Nel XVIII secolo le numerose feste celebrate in Bivona si ridussero a semplici commemorazioni religiose. A far perdere ulteriore importanza ad alcune ricorrenze contribuì soprattutto l'espulsione dei gesuiti, ordine religioso che ne curava i festeggiamenti.

## Feste antiche
- Devozione delle Quarant'ore e celebrazione del giovedì grasso: consisteva nell'esposizione del Santissimo Sacramento all'adorazione dei fedeli per 40 ore; a Bivona venne consolidata dall'opera dei gesuiti già nel XVI secolo, molto tempo prima che papa Urbano VIII, nel 1623, l'avesse estesa a tutte le chiese del mondo. Ebbe particolare rilevanza locale la funzione delle Quarant'ore svolta l'ultimo giovedì di carnevale nella chiesa di Santa Rosalia a partire dal XVIII secolo. Le Quarant'ore si concludevano nella chiesa dei gesuiti (attuale chiesa madre) con l'esposizione del Divinissimo negli ultimi tre giorni di carnevale e con gran solennità (apparato di chiesa, tamburi, trombetta e mortaretti)[4];
- festa del Santissimo Crocifisso: risale verosimilmente al 1628, anno a cui risale la prima notizia sulla festa, un documento in cui è attestato l'acquisto di alcune torce quali serveno per la processione del Santissimo Crocifisso di questa città di Bivona; la festa, poiché celebrata il primo venerdì dopo Pasqua, costò ai bivonesi l'appellativo di giudei (in siciliano iudè). Dal 1650 fu organizzata dalla confraternita del Santissimo Crocifisso in Matrice, fondata in quello stesso anno; la festa crebbe d'importanza al punto che il vescovo di Girgenti, nel 1732, concesse che la chiesa madre rimanesse quel giorno aperta sino ore una e mezza di notte[5];
- festa dei Santi Filippo e Giacomo: veniva celebrata il 1º maggio nella chiesa rurale dei Santi Filippo e Giacomo, poi sostituita dalla chiesa dei Cappuccini (1572). Il popolo, numeroso, assisteva alla benedizione dei campi, rito poi continuato anche dai padri cappuccini. La festa venne celebrata almeno fino al 1751, come viene testimoniato da un documento presente all'Archivio di Stato di Agrigento[6];
- festa della Santa Croce: veniva celebrata il 3 maggio nella chiesa dei gesuiti e con una processione per le vie cittadine; la più antica menzione dell'Invenzione della Santa Croce si trova negli atti della corte giuratoria del 1628. La festa venne celebrata anche dopo l'espulsione dei gesuiti dalla Sicilia (1767)[7];
- festa di Sant'Ignazio di Loyola: introdotta dai gesuiti, venne celebrata nella loro chiesa dal 1609, anno in cui venne beatificato Ignazio di Loyola; la ricorrenza veniva festeggiata con grande devozione e solennità[8];
- festa di San Francesco Saverio: si ha la prima notizia sulla festa in alcuni documenti del 1619 (all'epoca Francesco Saverio non era ancora stato canonizzato)[9];
- festa dell'Immacolata Concezione: potrebbe risalire alla fine del XIV secolo o all'inizio del XV secolo, subito dopo l'arrivo dei francescani conventuali in Bivona (ordine che fin dal XIII secolo patrocinava tale festa). Si hanno notizie dettagliate sulla celebrazione della ricorrenza a partire dai primi anni del XVIII secolo. La festa, celebrata l'8 dicembre, era preceduta dall'esposizione del Divinissimo nei dodici sabati prima della solennità. L'8 dicembre veniva portata in processione la statua della Madonna, a partire dalla chiesa di San Francesco. Nel 1806 la festa cominciò ad essere preceduta dall'ottava e celebrata nella chiesa madre, anche dopo che, intorno al 1645, un bivonese, il medico e poeta Giuseppe Romano, fece edificare a proprie spese la chiesa dell'Immacolata Concezione[10].

## Principali eventi
Gli eventi tradizionali e folcloristici che, durante l'anno, coinvolgono la popolazione locale sono i seguenti:
San Giuseppe, 19 marzo
Il giorno di San Giuseppe (19 marzo) molte famiglie devote allestiscono la Tavulata di Sanciseppi: come "per grazia ricevuta", imbandiscono tavolate ricolme di tutte le specialità gastronomiche locali. Nell'occasione vengono ospitate le famiglie bisognose.
Settimana Santa, a partire dal Giovedì santo

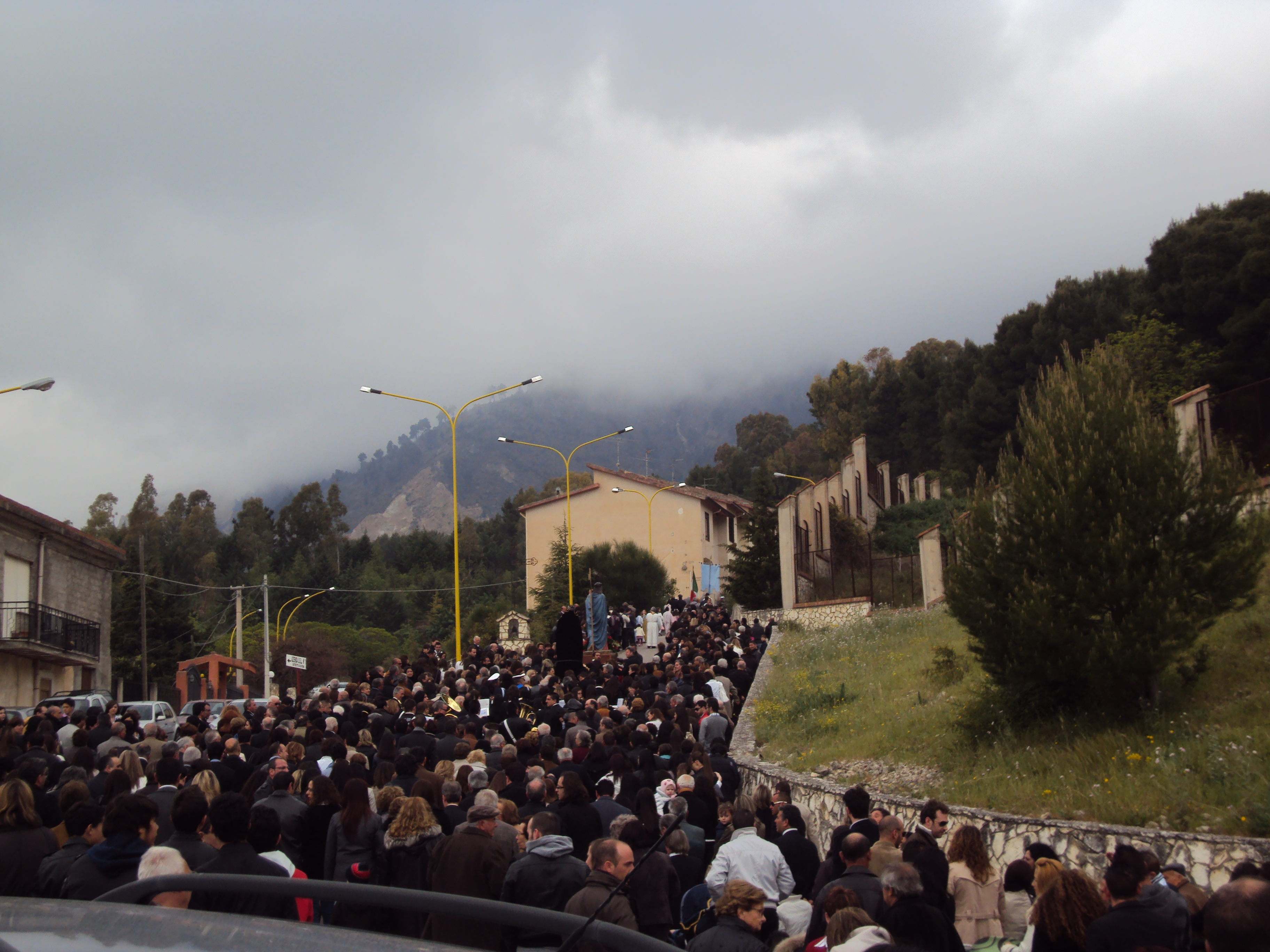
Processione del Venerdì Santo a Bivona

Il rito particolare della quaresima, della settimana Santa e della Pasqua risale almeno al 1570, quando l'universitas di Bivona previde un'ingente somma per un predicatore quaresimale, invitato annualmente da qualche altra città; si trattava quasi sempre di un sacerdote del clero regolare. Il giorno del Giovedì santo ha inizio il triduo pasquale: la statua del Cristo viene portato in processione. Il Venerdì Santo, di mattina, dalla chiesa di Santa Chiara (sita nella parte meridionale del paese) ha inizio la processione della statua dell'Addolorata. Davanti alla chiesa madre avviene l'incontro tra la Madonna Addolorata e Gesù Cristo. La processione si conclude con la crocifissione al Monte del Calvario (sito nella parte alta). La sera il Cristo viene deposto in un'urna e, seguito dall'Addolorata, viene portato nella chiesa di Santa Chiara. Durante la processione viene intonato il populu me (O mio popolo), un tradizionale canto sotto forma di lamento.
Uno dei canti siciliani più celebri intonati durante la Settimana Santa, Maria passa di la strata nova, è nato proprio a Bivona: la strata nova (strada nuova) era il nome con cui veniva indicata l'attuale via Lorenzo Panepinto.
Madonna di l'Ogliu, Pasquetta
Il lunedì di Pasquetta Bivona festeggia la Madonna dell'Olio, la cui festa risale al XVI secolo, anche se le più antiche notizie pervenuteci risalgono al Seicento. Di mattina si celebra la Messa solenne al Santuario della Madonna dell'Olio (o, in bivonese, Madonna di l'Ogliu); di pomeriggio si porta in processione il simulacro della Madonna partendo dalla zona dello stadio comunale e fino ad arrivare in chiesa madre. La statua rimane in paese per tutto il mese di maggio; a giugno viene riportata nel santuario, a circa 3 km da Bivona, nei pressi della diga Castello.
Madonna di la Sprescia, 30 maggio
Il mese di maggio (mese mariano) è dedicato in particolar modo alla Madonna di la Sprescia: ogni giorno viene recitato il rosario presso la cappella e a fine mese, solitamente giorno 30, viene celebrata la messa conclusiva. Sull'altare arde sempre una lampada ad olio, fornita dai fedeli che periodicamente si recano presso la cappella.
Santa Rosalia, 4 settembre

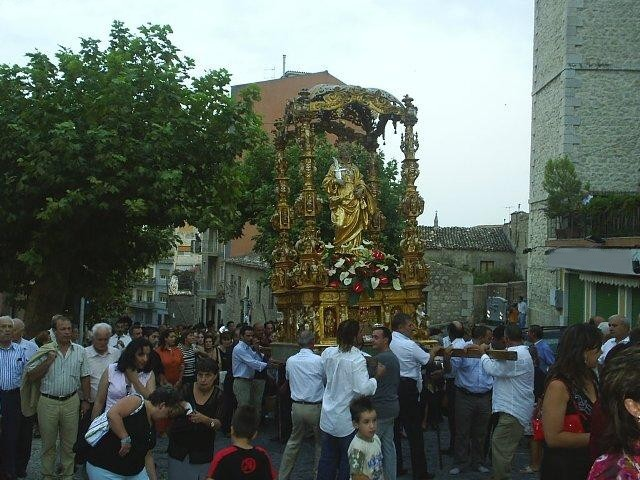
Statua di Santa Rosalia in processione

La festa di Santa Rosalia, patrona di Bivona, può farsi risalire almeno al XIV secolo, quando verosimilmente vennero fondate la chiesa e la confraternita; assunse in paese grande importanza dal 1624, anno in cui vennero ritrovate le spoglie di santa Rosalia sul monte Pellegrino a Palermo. La festa si svolge la prima settimana di settembre, ma il giorno principale è il 4 settembre: in questo giorno viene uscito il "preziosissimo Fercolo" (o Vara) di Santa Rosalia e viene portato in processione, accompagnato dalla banda musicale, per le vie del paese (con fuochi pirotecnici serali e una fiera).
San Francesco d'Assisi, 4 ottobre
La festa di San Francesco dura tre giorni (2-3-4 ottobre). Nella giornata conclusiva si svolge la processione, che inizia e termina al convento dei Cappuccini, dopo aver attraversato gran parte del paese.

## Altri eventi tradizionali e folcloristici
- Peregrinatio Mariae, mese di maggio: la statua della Madonna di Fatima (solitamente posta nella Chiesa di Santa Rosalia) viene portata nelle varie famiglie del paese che preparano cenacoli e momenti di preghiera in casa propria.